# Роторно-конвеєрна лінія

Поштова марка із зображенням роторно-конвеєрної лінії, СРСР, 1960

Роторно-конвеєрна лінія — технологічна система, що поєднує у собі роторно-конвеєрні машини та виробничий конвеєр для досягнення високої продуктивності та повторюваності виробів у великосерійному виробництві. Розроблені на початку 1940-х років російським інженером і вченим Л. Кошкіним.
Використовуються у виготовленні стрілецьких набоїв, розливі напоїв, виробів з пластмас.